# Jacques-Marie-Frangile Bigot
Jacques-Marie-Frangile Bigot (París, 1818 - París, 14 de abril de 1893) fue un naturalista y entomólogo francés, en el cual sus más notables estudios se reflejan en las moscas. Nacido en París, vivió toda su vida ahí. En 1844, se hizo miembro de la Société entomologique de France (Sociedad Entomológica de Francia).

## Obras
- c. 1845: Diptères nouveaux ou peu connus. Ann Soc.Ent.Fr.
- 1858: Diptères de Madagascar
- 1888: Enumération des Diptères recueillis en Tunisie
- 1892: Voyage de Alluaud dans le territoire d'Assinie (Afrique occidentale) en 1886 :Diptères